# Euonymus sootepensis
Euonymus sootepensis là một loài thực vật có hoa trong họ Dây gối. Loài này được Craib mô tả khoa học đầu tiên năm 1912.